# Vic Gonsalves
Pour les articles homonymes, voir Gonsalves.
Victor Albert Gonsalves dit Vic Gonsalves (20 octobre 1887 et mort le 29 août 1922) est un footballeur international néerlandais, qui évoluait au poste de milieu de terrain.

## Biographie

### Carrière en club
Il passe l'intégralité de sa carrière de joueur au HBS Craeyenhout.

### Carrière en sélection
Il dispute un total de trois matchs en faveur de la sélection néerlandaise : deux matchs face à la Belgique et un match face à l'Angleterre.
Il fait partie des réservistes de la sélection néerlandaise lors des Jeux olympiques de 1908, compétition lors de laquelle il remporte la médaille de bronze. Il ne dispute aucun match lors du tournoi olympique organisé à Londres.